# Хванге Кольери
Hwange Colliery FC (ранее Wankie Colliery FC ) — футбольный клуб из города Хванге, Зимбабве, в настоящее время выступающий в Премьер-лиге Зимбабве.
За свою историю клуб обыграл знаменитый в Африке «Pretoria Callies FC» со счетом 6–1 и выиграл Кубок КОСАФА в 1972 году.
Последний раз Hwange Colliery FC поднимался в высший футбольный дивизион Зимбабве в 2018 году, проведя год во втором дивизионе после вылета в 2016 году.

## Награды
- Кубок Зимбабве по футболу: 1970;1973;1991.